# Campeonato Argentino de Rallycross
El Campeonato Argentino de Rally Cross, conocido también por sus siglas CARX (leyéndose la letra X como significado de la palabra Cross, traducción inglesa de la palabra española cruz), es una categoría argentina de automovilismo de velocidad. Es la primera categoría argentina en desarrollar competencias de estilo rallycross, la cual es una disciplina que se disputa en circuitos con superficies mixtas, generalmente asfalto y tierra. Su fiscalización se encuentra a cargo de la Comisión Deportiva Automovilística del Automóvil Club Argentino y su creación se dio como complemento del Campeonato Argentino de Rally, aunque con total independencia de esta categoría.
Esta categoría fue presentada a finales del año 2014, siendo lanzado su primer campeonato oficial en el año 2015, disputándose 5 fechas en su torneo presentación. El formato de carreras es el mismo que se utiliza en las más importantes categorías de rallycross de todo el mundo, consistiendo en el desarrollo de competencias regulares y de Gran Premio, las cuales otorgan puntaje especial. Asimismo, la disposición de tales fechas incluye el desarrollo de tandas de práctica, clasificación, mangas eliminatorias y competencias finales. Al mismo tiempo, en cada competencia los pilotos están autorizados a realizar en cada competencia una vuelta especial de nominada Vuelta Joker, es decir tomar camino por un circuito más corto que el trazado reglamentario, cuantas veces lo disponga la categoría.
En cuanto a los vehículos utilizados para competir, la categoría se presenta divisionales al igual que el Campeonato Argentino de Rally, siendo habilitados para competir aquellos automóviles que se hallen encuadrados en las categorías, Maxi Rally, N4, y Junior y que al mismo tiempo se encuentren homologados por la firma Rally Cross SA y estén autorizados por la Comisión Deportiva Automovilística del Automóvil Club Argentino.

## Primer campeonato
El campeonato inaugural del CARX se llevó a cabo a lo largo de 5 fechas distribuidas en distintas plazas de la República Argentina. Este torneo tuvo su inicio el 23 de mayo de 2015 en la localidad de Baradero en la Provincia de Buenos Aires y finalizó el 20 de diciembre de 2015 en el Autódromo Rosendo Hernández de la Provincia de San Luis. La disposición de las fechas del campeonato 2015 fue la siguiente:
| Clase Maxi Rally | Clase Maxi Rally         | Clase Maxi Rally | Clase Maxi Rally  | Clase Maxi Rally      |
| #                | Fecha                    | Circuito         | Piloto            | Automóvil             |
| ---------------- | ------------------------ | ---------------- | ----------------- | --------------------- |
| 1                | 23 de mayo de 2015       | Baradero         | Federico Villagra | Ford Fiesta KD        |
| 2                | 05 de septiembre de 2015 | Catamarca        | Federico Villagra | Ford Fiesta KD        |
| 3                | 10 de octubre de 2015    | Alta Gracia      | Miguel Baldoni    | Peugeot 208           |
| 4                | 28 de noviembre de 2015  | Rosario          | Federico Villagra | Ford Fiesta KD        |
| 5                | 20 de diciembre de 2015  | San Luis         | Miguel Baldoni    | Peugeot 208           |
| Clase N4         |                          |                  |                   |                       |
| #                | Fecha                    | Circuito         | Piloto            | Automóvil             |
| 1                | 23 de mayo de 2015       | Baradero         | Alejandro Levy    | Mitsubishi Lancer VII |
| 2                | 05 de septiembre de 2015 | Catamarca        | Gonzalo Monarca   | Mitsubishi Lancer GT  |
| 3                | 10 de octubre de 2015    | Alta Gracia      | Julio Gómez       | Mitsubishi Lancer VII |
| 4                | 28 de noviembre de 2015  | Rosario          | Alejandro Levy    | Mitsubishi Lancer VII |
| 5                | 20 de diciembre de 2015  | San Luis         | Alejandro Levy    | Mitsubishi Lancer VII |

## Categorías homologadas
- Maxi Rally: Categoría basada en la regulación FIA Super 2000, que autoriza el uso de automóviles de turismo del segmento B, equipados con motorizaciones de hasta 2000 cc.
- Grupo N4: Categoría de regulación FIA, que autoriza el uso de automóviles de turismo del segmento C, equipados con impulsores de hasta 2000 cc.
- Junior: Categoría de regulación FIA, que autoriza el uso de automóviles de turismo del segmento B, equipados con impulsores de hasta 1600 cc.

## Campeones
| Año  | Clase      | Piloto            | Automóvil                | Equipo             |
| ---- | ---------- | ----------------- | ------------------------ | ------------------ |
| 2015 | Maxi Rally | Miguel Baldoni    | Peugeot 208              | Baratec Racing     |
| 2015 | Clase N4   | Alejandro Levy    | Mitsubishi Lancer EVO X  | García Competición |
| 2016 | Maxi Rally | Federico Villagra | Ford Fiesta KD           | VRS                |
| 2016 | Clase N4   | Leonardo Nazareno | Mitsubishi Lancer EVO IX | García Competición |
| 2016 | Junior     | Tomás Rearte      | Ford Fiesta KD           | Rearte Racing      |